# Pitelinskij rajon
Il Pitelinskij rajon (in russo Пителинский район?) è un rajon dell'Oblast' di Rjazan', nella Russia europea; il capoluogo è Pitelino. Istituito nel 1929, ricopre una superficie di 953 chilometri quadrati ed ospita una popolazione di circa 6.000 abitanti.